# Копсов, Анатолий Яковлевич
Анатолий Яковлевич Копсов (род. 6 апреля 1942, п. Красноусольский, Башкирская АССР) — российский энергетик и политический деятель, топ-менеджер ряда компаний энергетического комплекса России, председатель Совета министров Республики Башкортостан (1992—1994), депутат Совета Федерации (1994—1996).

## Образование
В 1965 году окончил Ивановский энергетический институт.
Доктор технических наук, профессор.

## Биография
До поступления в институт работал учеником слесаря и электрослесарем на Калининградской ГРЭС-2 (ныне Светловская ГРЭС-2, г. Светлый Калининградской области). После окончания института работал инженером и мастером цеха на той же ГРЭС.
В 1968—1976 годах — мастер, заместитель начальника цеха, начальник цеха тепловой автоматики и измерений Кармановской ГРЭС (г. Нефтекамск Башкирской АССР). В 1976—1983 годах — специалист по оказанию технической помощи на ГРЭС «Горозал» в Республике Бангладеш. Являлся секретарём парткома ГРЭС. В 1983 году вернулся в СССР и стал директором Кармановской ГРЭС.
В 1988 году назначен управляющим РЭУ «Башкирэнерго», г. Уфа (с 1990 г. — ген. директор ПО «Башкирэнерго»). В 1992 году Башкирэнерго было акционировано и преобразовано в АО, а Копсов стал генеральным директором. По соглашению властей республики и Российской Федерации АО «Башкирэнерго» не было передано под контроль созданному во второй половине 1992 года РАО «ЕЭС России» и стало одной из четырёх независимых от РАО ЕЭС энергосистем.
В ноябре 1992 года был назначен председателем Совета министров Республики Башкортостан.
12 декабря 1993 года Копсов вместе с Муртазой Рахимовым был избран депутатом Совета Федерации Федерального Собрания Российской Федерации I созыва от Башкирского двухмандатного избирательного округа № 2. В Совете Федерации с 26 февраля 1994 года был членом комитета по бюджету, финансовому, валютному и кредитному регулированию, денежной эмиссии, налоговой политике и таможенному регулированию. Депутатские полномочия истекли 23 января 1996 года.
В июле 1994 года Копсов покинул пост председателя Совета министров Башкортостана и перешёл на работу в РАО «ЕЭС России»:
- 1994—1996 гг. — директор департамента «Центрэнерго» (объединённой энергетической системы центра) РАО ЕЭС;
- 1996—2000 гг. — начальник департамента по работе с территориальными акционерными обществами (с 1998 г. — департамента по работе с акционерными обществами) РАО ЕЭС, одновременно в 1996—1998 годах — вице-президент и член правления РАО ЕЭС.

В 2000—2001 гг. — заместитель, а в 2001—2002 — советник председателя правления РАО ЕЭС А. Б. Чубайса. В 2002—2005 гг. — директор по строительству объектов генерации РАО ЕЭС (до 2004 г.) и директор по капитальному строительству Корпоративного центра РАО ЕЭС. Одновременно в 1996—2004 годах был председателем совета директоров ОАО «Мосэнерго».
После аварии в энергосистеме в Москве 25 мая 2005 г. и последовавшей отставки гендиректора Мосэнерго Аркадия Евстафьева, был 10 июня 2005 г. назначен генеральным директором ОАО «Мосэнерго». Занимал должность до 31 марта 2008 года.
1 мая 2008 года назначен генеральным директором Пятой генерирующей компании оптового рынка электроэнергии (ОАО «ОГК-5», с июля 2009 г. — ОАО «Энел ОГК-5»). Руководил компанией до июля 2010 г.
6 июля 2011 года занял пост Президента — руководителя направления газотурбинных технологий Корпорации «ГазЭнергоСтрой Газотурбинные технологии» (входит в ГК Корпорация «ГазЭнергоСтрой»).

## Награды и достижения
- Орден «За заслуги перед Отечеством» IV степени (16 июля 2003) — за большой вклад в развитие электроэнергетики и в связи с вводом в промышленную эксплуатацию первого гидроагрегата Бурейской ГЭС[2]
- Орден «За заслуги перед Республикой Башкортостан» (2012)
- Медаль «Ветеран труда» (1986)
- Заслуженный работник Единой энергетической системы Российской Федерации (1996)
- Заслуженный энергетик Республики Башкортостан (1992)
- Почётный знак «За заслуги перед Российской электроэнергетикой»

В рейтинге высших руководителей — 2010 газеты «Коммерсантъ» занял VI место в номинации «Электроэнергетика».